# Ixcateca

Distribució del mixtec, i d'altres idiomes del voltant, entre els quals hi ha l'ixcateca

L'ixcateca (xjwa, xuani) és una llengua popolocana pertanyent a la família de llengües otomang. Abans es creia parlat per la majoria dels membres de l'ètnia ixcateca, no obstant això en estudis recents s'esmenta que de tota la comunitat, solament uns quants parlen aquesta llengua, i segons el Consejo Nacional para la Cultura y las Artes només en quedaven vuit parlants el 2008. L'ixcateca pren el seu nom de la població on es concentren principalment: Santa María Ixcatlán, Oaxaca.
Es considera que la llengua ixcateca està circumscrita únicament a Santa María Ixcatlán, però altres dades assenyalen que aquesta llengua podria tenir presència també a Tuxtepec i Nuevo Soyaltepec.

## Classificació
La classificació de l'ixcateca ha estat complexa. En les primeres temptatives se li va intentar associar al mixteca i al zapoteca. Finalment s'ha arribat a la conclusió que és una llengua molt propera al chocho, amb el qual forma part del grup de llengües popolocanes.

## Característiques
Comparteix amb altres llengües otomang el caràcter de llengua tonal, la distinció de vocals allargades i curtes. Pel reduït de la seva comunitat lingüística, és una llengua en procés avançat d'extinció.

## Fonologia

### Vocals
|         | Anterior | Central | Posterior |
| ------- | -------- | ------- | --------- |
| Tancada | i ĩ      |         | u ũ       |
| Mitjana | e ẽ      |         | o õ       |
| Oberta  |          | a ə̃     |           |

## Breu vocabulari
Els numerals en ixcateca són:
- /hngu²/: un
- /ju¹hu¹/: dos
- /nĩ¹hẽ²/: tres
- /njũ¹hũ¹/: quatre
- /ʃʔõ¹/: cinc
- /ʃhõ³/: sis
- /ja¹tu²/: set
- /hni²/: vuit
- /nĩ¹njẽ²/: nou
- /ʔu²te³/: deu